# Чорноминський палац
Палац графів Чарномських у селі Чорномин Піщанського району Вінницької області. Дуже схожий на Білий дім у Вашингтоні. Пам'ятка архітектури, включена до Державного реєстру національного культурного надбання.
Красень-палац був зведений у 1810—1820 роках Миколаєм Чарномським. Керував будівельними роботами Франческо Боффо, серед творінь якого — палац графа Воронцова в Одесі. У 1890-х роках до палацу було прибудовано нову частину, що значно змінило архітектурну композицію. У 1916 році садибу відвідав визначний польський письменник Ярослав Івашкевич. Він згадував у своїх нотатках про чудовий каретний сарай, який справив на нього найбільше враження. В ньому знаходилось безліч екіпажів: карети, американські коляски, колимаги і чудові брички — справжній каретний музей. На жаль, він не зберігся до наших днів.
Старий палац у стилі пізнього класицизму, цегляний, прямокутний в плані. На північному фасаді — напівциркулярний ризаліт з восьмиколонним портиком іонічного ордену на високому цоколі. На парковому фасаді — шестиколонний портик іонічного ордену. Планування головної будівлі анфіладне з центрально розташованим залом. Воно було значно змінено під час пристосування будівлі під школу. Збереглося оздоблення ліпненням, яке відноситься переважно до кінця XIX століття — часу реконструкції палацу, лише частково простежується первинне оздоблення.
У палацовому холі були ніші для скульптур та дубові сходи на другий поверх. Центральну частину споруди займала велика бальна зала, на куполі якої були зображені четвірка запряжених коней і три панни, що танцювали в давньогрецькому одязі. Селяни, які бували в залі, вважали фреску зображенням біблійного потопу. У палаці була також бібліотека повністю заставлена шафами. З декору палац мав картини, бронзові годинники й світильники, старовинні килими, дві великі китайські вази й кілька чималих японських.
Нова частина палацу у формах неоренесансу. У плані — витягнутий прямокутник, поєднаний переходом зі старою будівлею. Планування коридорне. Обидві будівлі двоповерхові.
Деякі назви цього палацу: «Палац з двадцятидоларової банкноти», «Вінець розбитого кохання».
Нині палац використовується як сільська школа, а службовий флігель — як місцева лікарню.

## Галерея

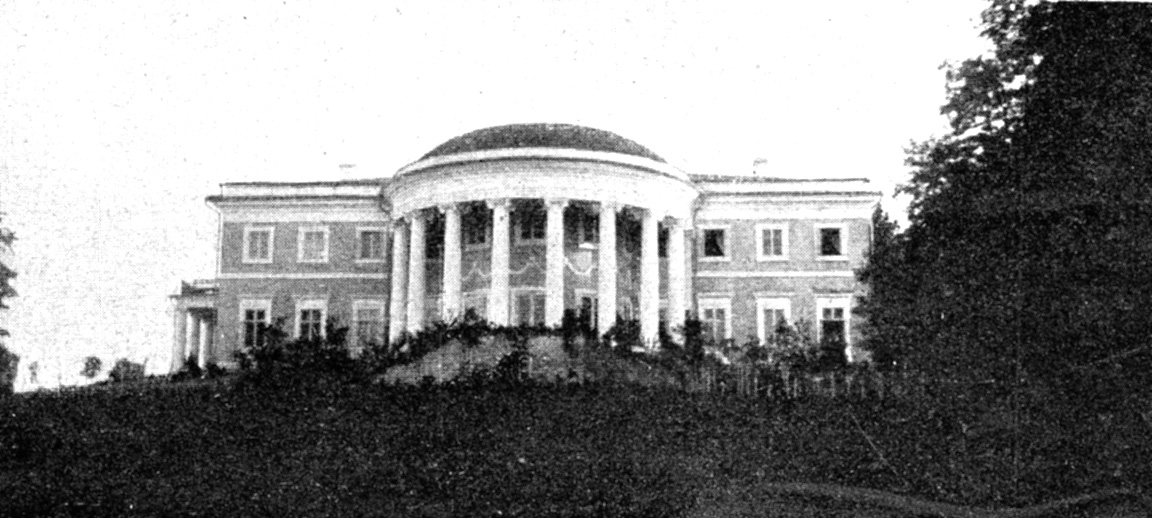
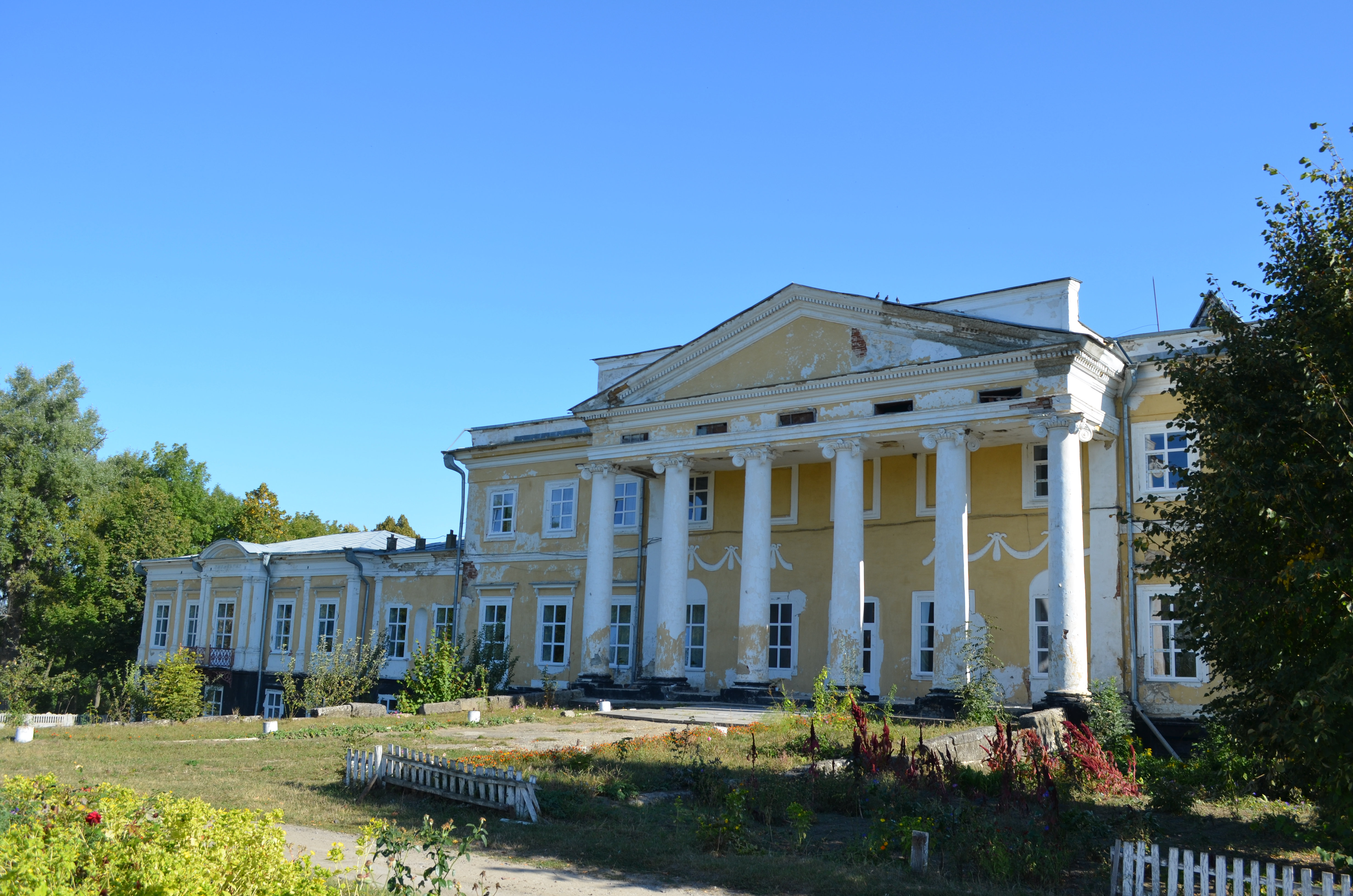
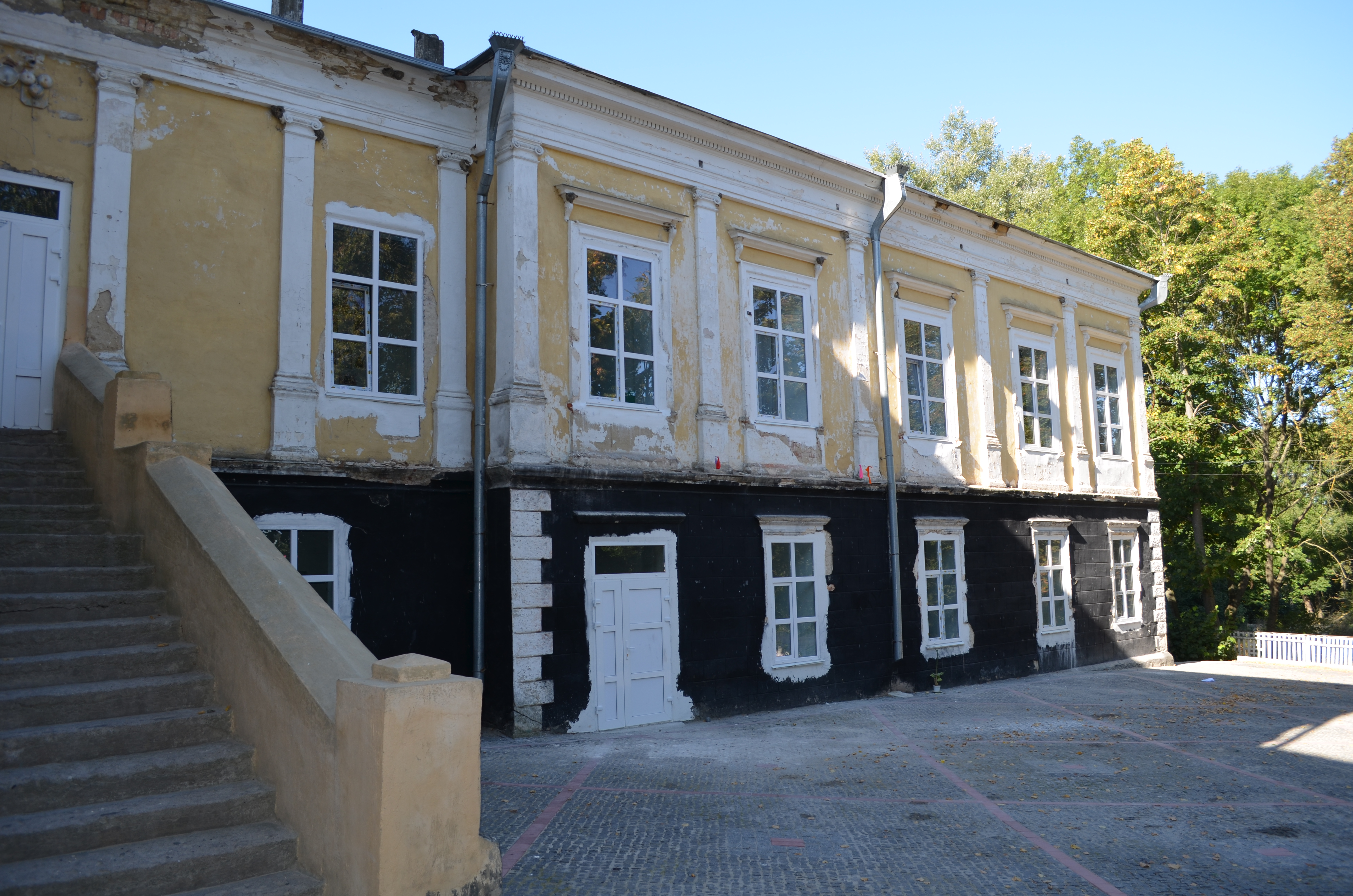
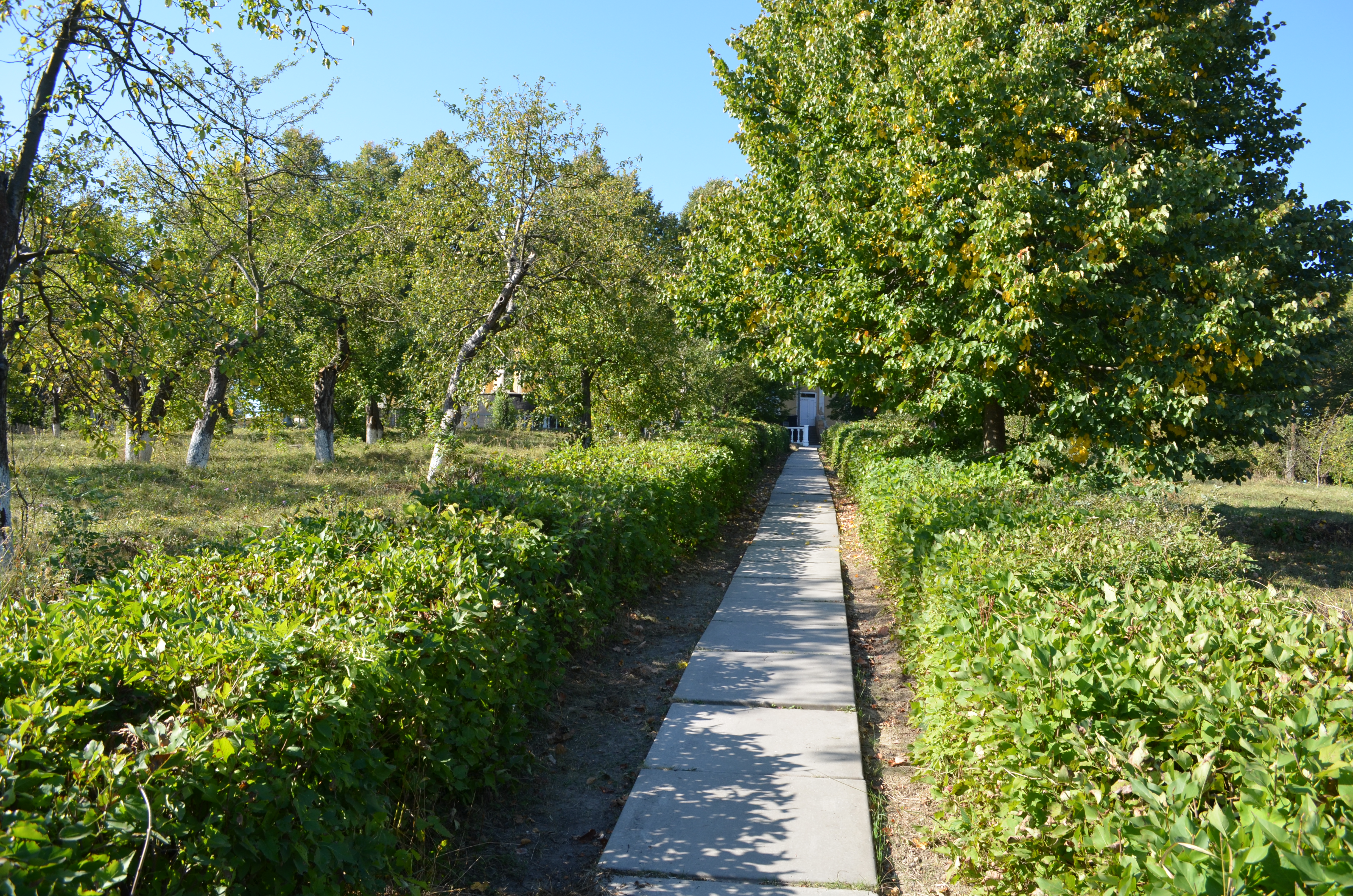
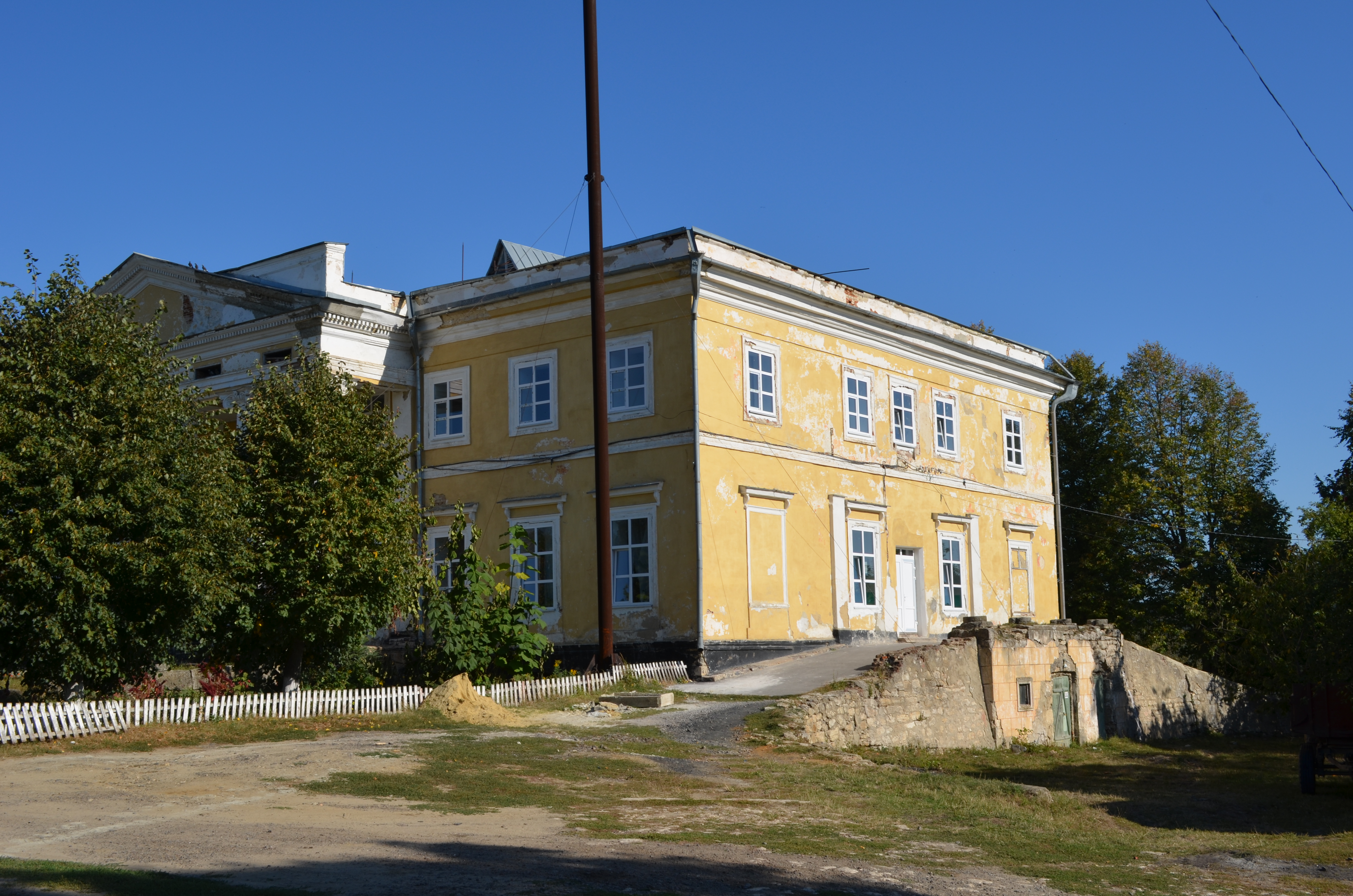
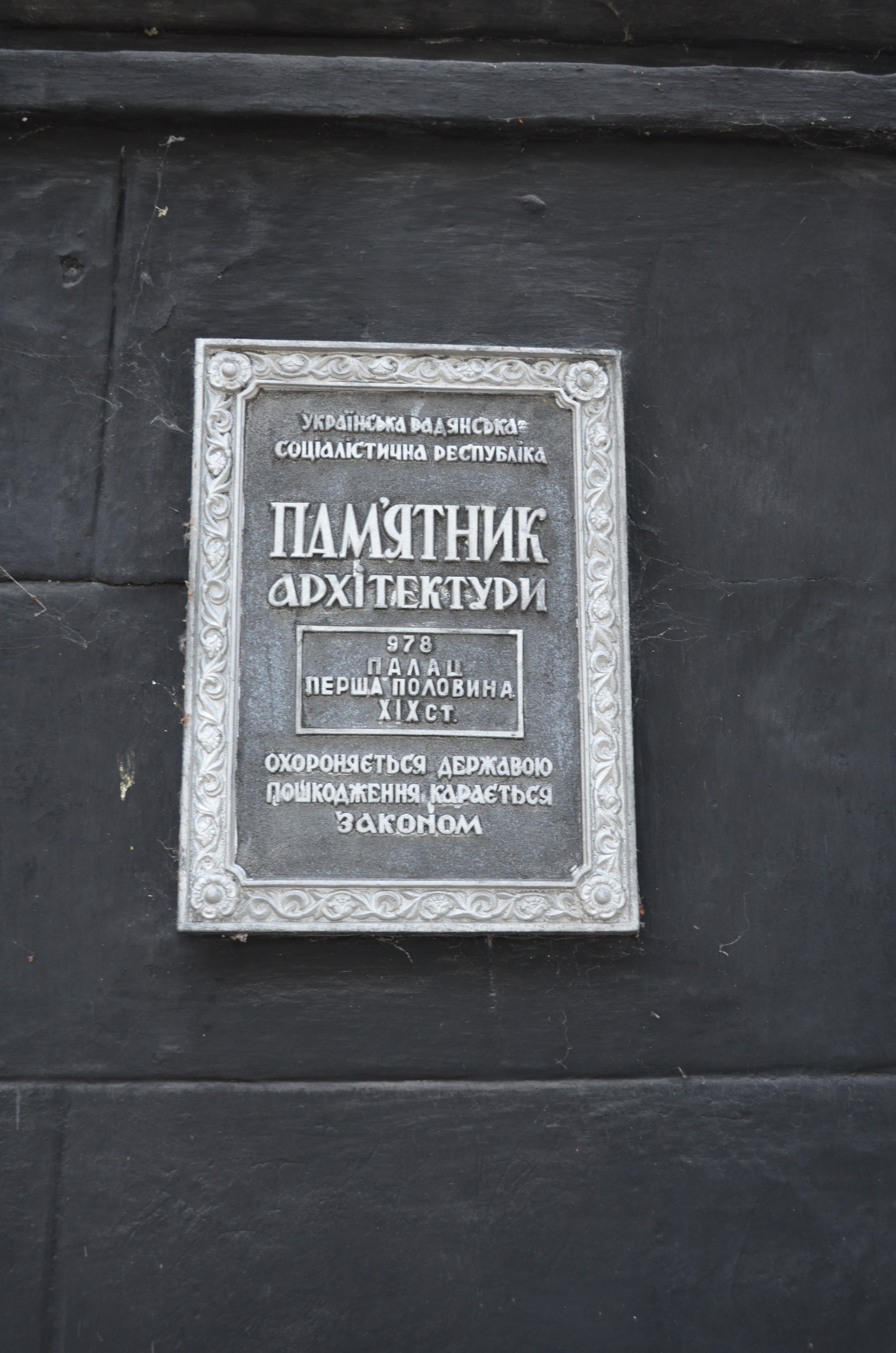
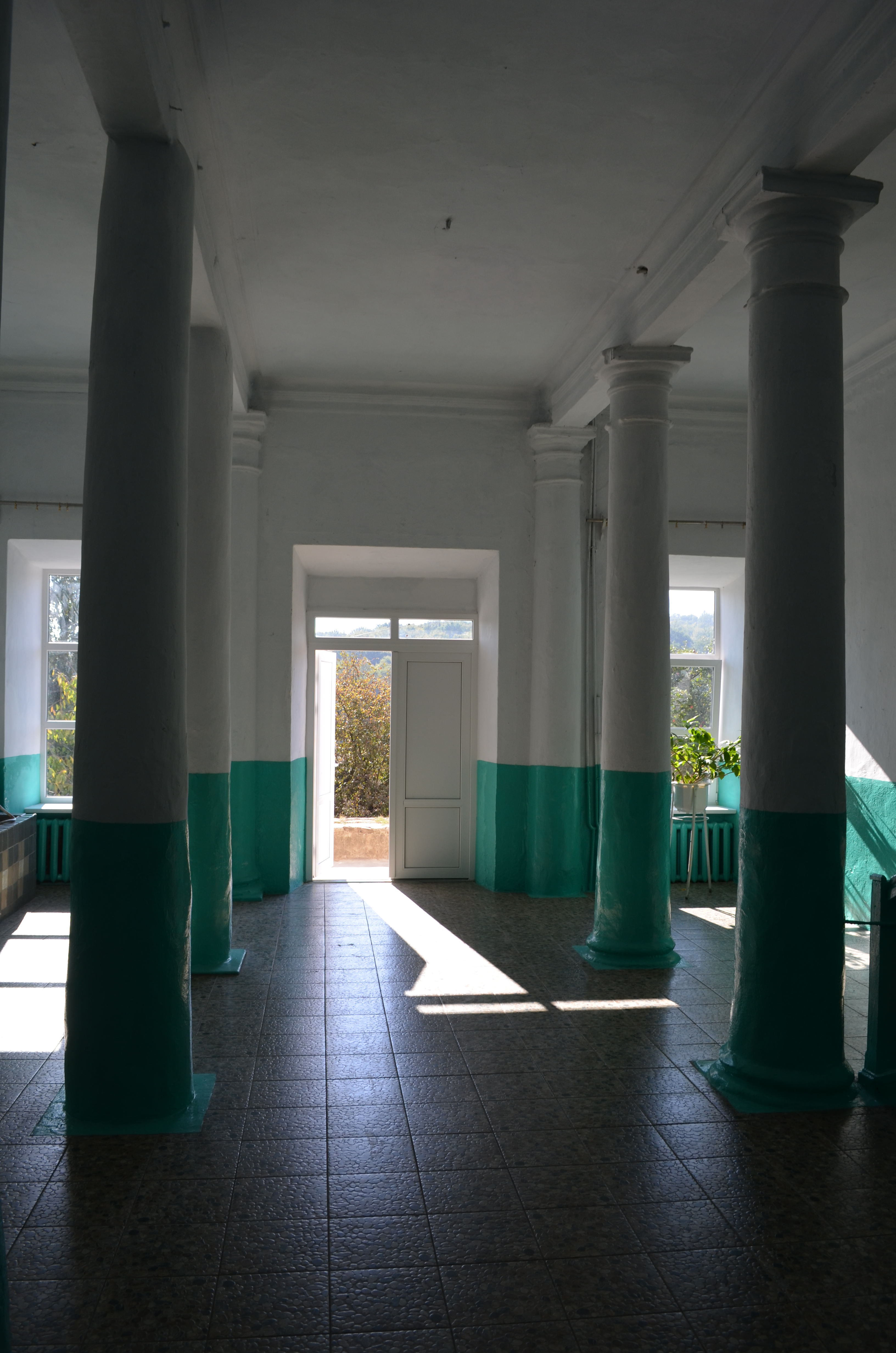
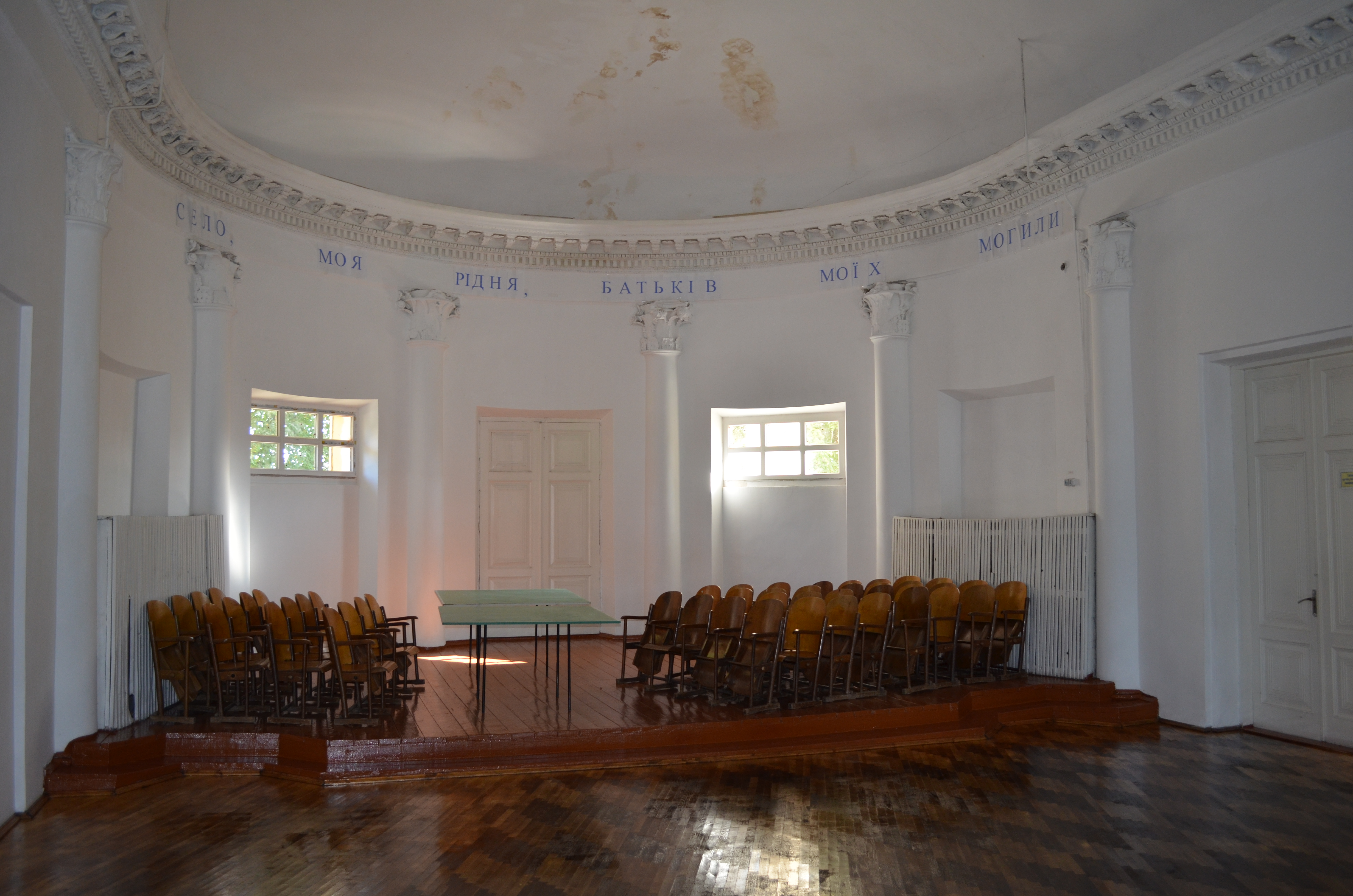
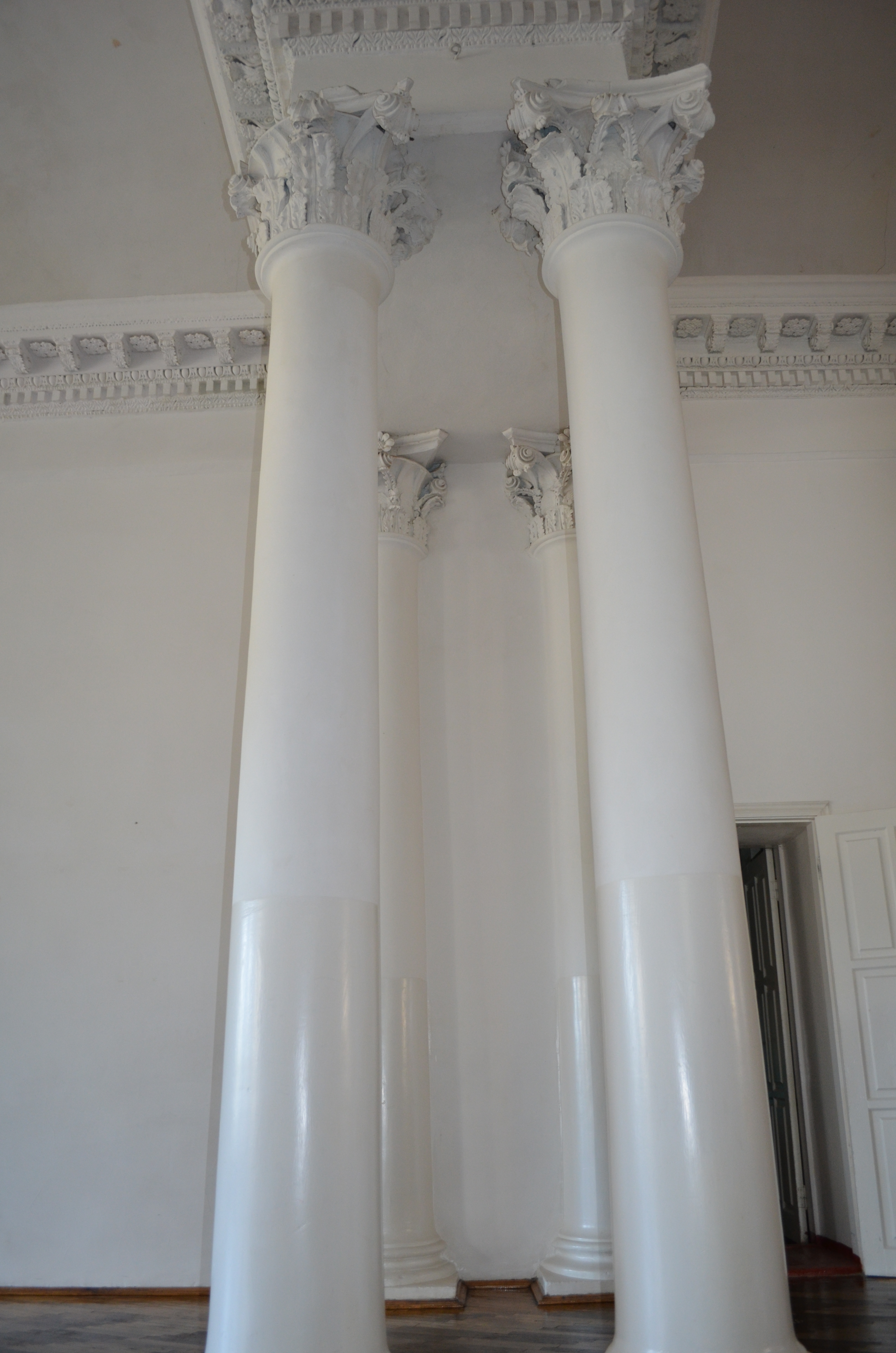
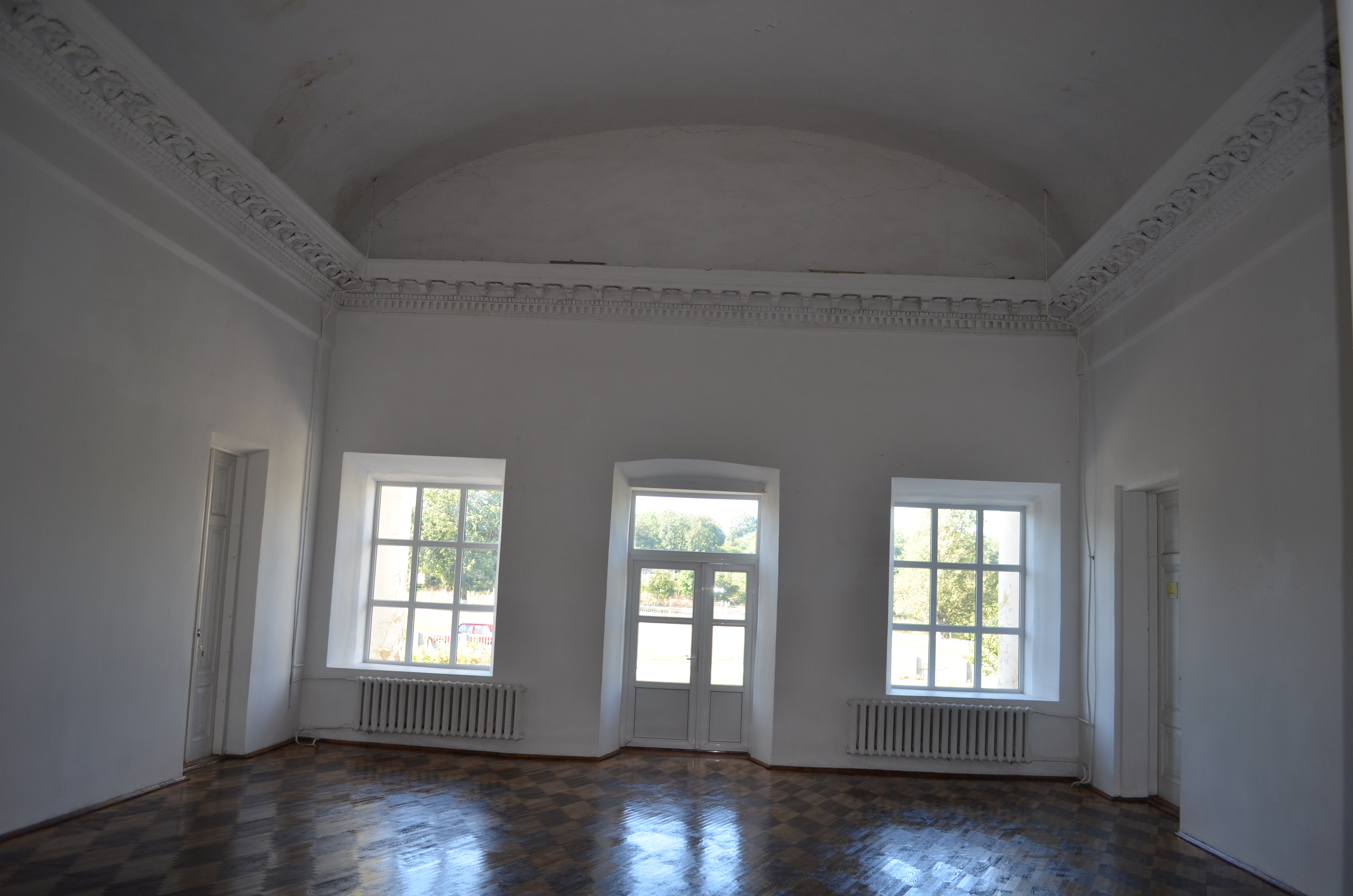